# Râul Sadu, Olt
Sadu (în germană Zoodt, în maghiară Cód) este un râu care se varsă în Râul Cibin.

## Imagini

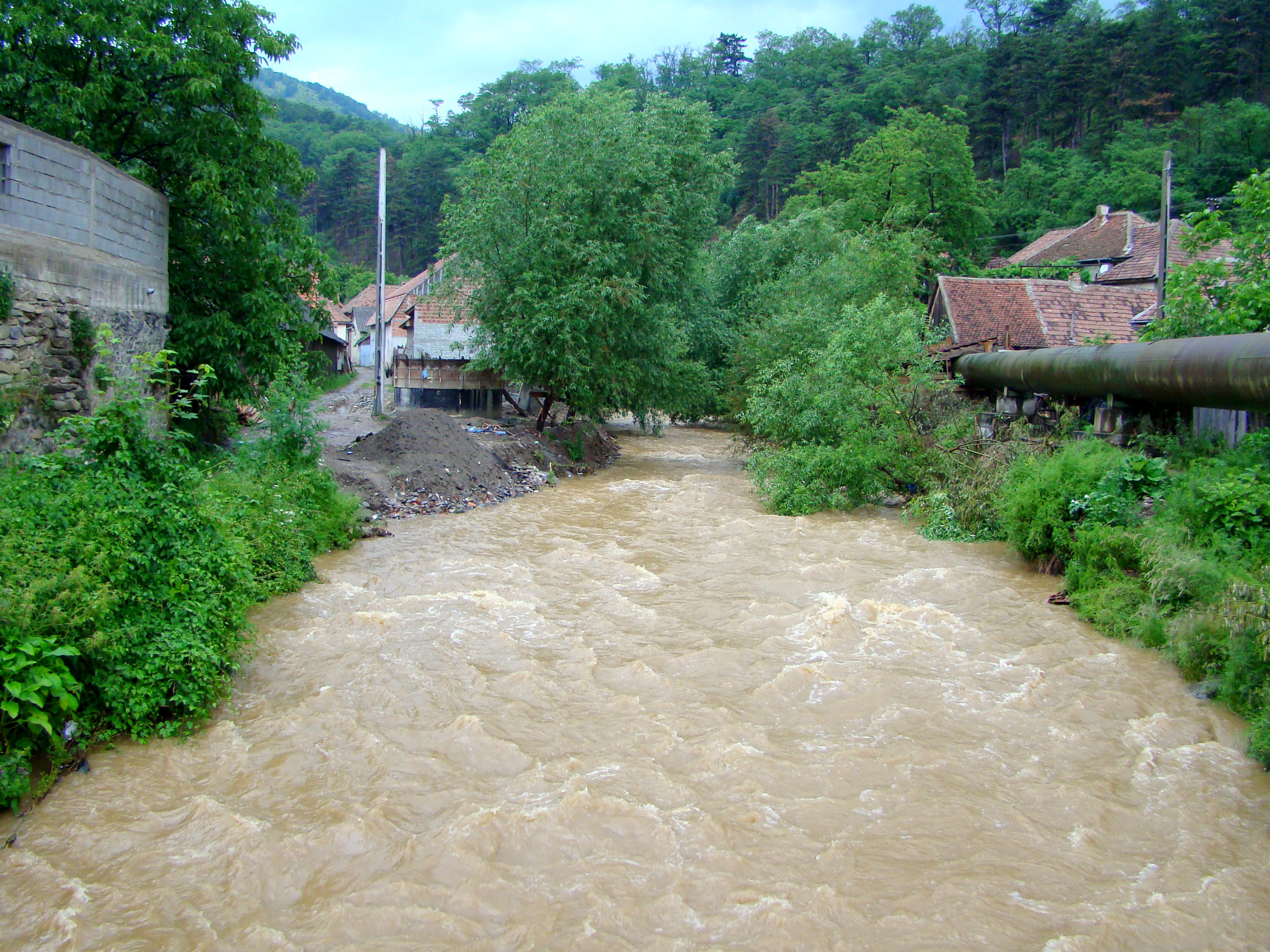
Râul Sadu în localitatea cu același nume
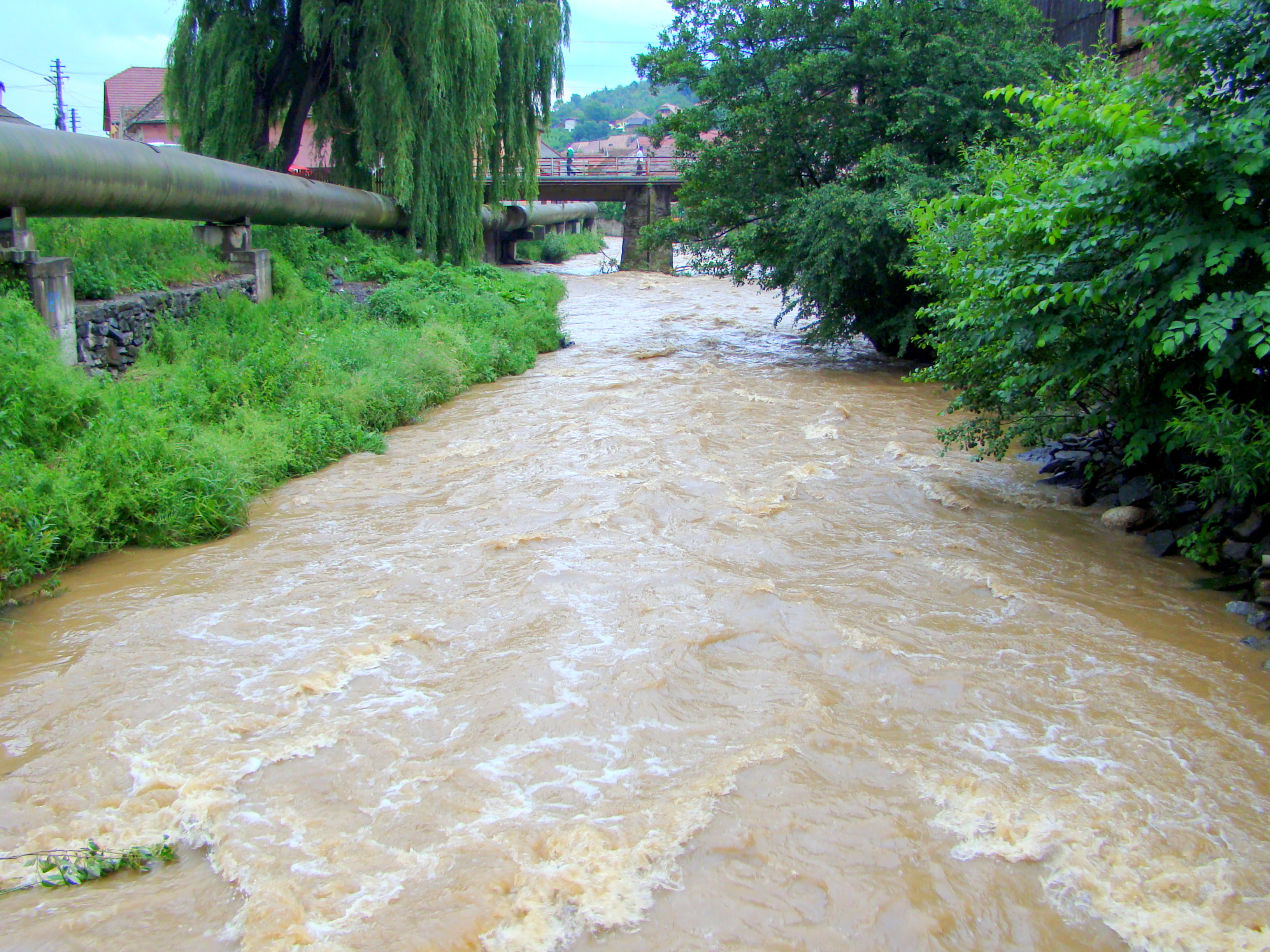
Râul Sadu în localitatea cu același nume